# Madhya Pradesh
Madhya Pradesh (मध्य प्रदेश) is een deelstaat van India. De staat ligt in het centrale deel van het land en dankt daaraan ook zijn naam: Madhya Pradesh betekent letterlijk "centrale provincie". De hoofdstad van Madhya Pradesh is Bhopal.
Madhya Pradesh heeft een oppervlakte van 308.252 km² (ongeveer zo groot als Italië) en telde 72.626.809 inwoners in 2011. Voor de koloniale periode was het gebied verdeeld over verschillende territoria en staatjes. Deze werden samengevoegd tot de provincie Central provinces and Berar in Brits-Indië. Dit was de voorloper van de huidige deelstaat. Voor 2000 was Madhya Pradesh de grootste deelstaat van India. In dat jaar werd het oostelijk deel van de staat afgesplitst als de nieuwe deelstaat Chhattisgarh.

## Geografie
Madhya Pradesh betekent middenprovincie en ligt in het geografische hart van India. De staat wordt in het westen begrensd door Gujarat, in het noordwesten door Rajasthan, in het noordoosten door Uttar Pradesh, in het oosten door Chhattisgarh en in het zuiden door Maharashtra.
Madhya Pradesh bestaat uit verscheidene taalkundig en cultureel verschillende gebieden, waaronder:
- Malwa: een plateaugebied in het noordwesten van de staat, het noorden van het Vindhyagebergte. Indore is de belangrijkste stad van het gebied, terwijl Bhopal aan de oostrand van het gebied ligt.
- Nimar (Nemar): het westelijke gedeelte van de vallei van de rivier Narmada ligt ten zuiden van Vindhya in het zuidwestelijk gedeelte van de staat.
- Bundelkhand: een gebied van heuvels en vruchtbare valleien in het noordelijke deel van de staat en omvat ook een deel van enkele districten in Uttar Pradesh.
- Gird: een gebied ten westen van Bundelkhand, maar wordt soms ook tot Bundelkhand gerekend. Gwalior is het historische centrum van dit gebied.
- Baghelkhand: een heuvelig gebied in het noordoosten van de staat, die het oostelijke eind van de Vindhya-waaier omvat.
- Mahakoshal (Mahakaushal): het zuidoostelijke gedeelte van de staat, die het oostelijke eind van de vallei van de rivier de Narmada en de oostelijke Satpura's omvat. Jabalpur is de belangrijkste stad in dit gebied. Een deel van dit gebied is een onderdeel van de historische regio Gondwana.

### Rivieren
Door Madhya Pradesh stromen vele rivieren, waaronder:
| - Betwa - Chambal - Dhasan - Kali Sindh - Ken - Mahi - Narmada |  | - Parbati - Shipra - Sindh - Son - Tapti - Tawa - Wainganga |  |  |

## Geschiedenis
De regio die wordt bestreken door het huidige Madhya Pradesh omvat onder meer het gebied van het oude Avanti, een mahajanapada die ongeveer tussen de zevende en derde eeuw voor Christus bestond. De toenmalige hoofdstad Ujjain (ook bekend als Avantika) groeide in die periode uit tot een grote en belangrijke stad. Vervolgens werd de regio eeuwenlang geregeerd door de grote dynastieën van India, waaronder de Mauryadynastie, de Gupta's, de Pratiharadynastie en het Mogolrijk. Aan het begin van de 18de eeuw was de regio verdeeld in verschillende kleine koninkrijken, die later door de Britten werden veroverd.
Madhya Pradesh ontstond in 1950, drie jaar na de onafhankelijkheid van India. De deelstaat werd samengesteld uit de voormalig Britse centrale provincies en Berar en de vorstenlanden Makrai en Chhattisgarh. Nagpur werd aangewezen als de hoofdstad. In 1956 werden de naburige deelstaten Madhya Bharat, Vindhya Pradesh en Bhopal toegevoegd aan Madhya Pradesh, terwijl de zuidelijke regio Vidarbha, inclusief Nagpur, werd afgestaan aan de staat Bombay. Als nieuwe hoofdstad werd aanvankelijk gekozen voor Jabalpur, maar als gevolg van politieke druk werd dit op het laatste moment gewijzigd naar Bhopal. In de volgende decennia was Madhya Pradesh de grootste deelstaat van India, tot op 1 november 2000 de zestien oostelijke districten van de staat werden afgesplitst als de nieuwe deelstaat Chhattisgarh.
Madhya Pradesh kent een grote hindoe-meerderheid. Met regelmaat wordt melding gemaakt van discriminatie van religieuze minderheden als moslims, christenen en boeddhisten.

## Bestuurlijke indeling
De staat van Madhya Pradesh is onderverdeeld in 52 districten, die in tien divisies worden gegroepeerd. Hieronder volgt een lijst van de huidige districten, gegroepeerd per divisie:
| - Bhopal - Bhopal - Raisen - Rajgarh - Sehore - Vidisha |  | - Chambal - Bhind - Morena - Sheopur |  | - Gwalior - Ashoknagar - Datia - Guna - Gwalior - Shivpuri |  | - Indore - Alirajpur - Barwani - Burhanpur - Dhar - Indore - Jhabua - Khandwa - Khargone |  | - Jabalpur - Balaghat - Chhindwara - Dindori - Jabalpur - Katni - Mandla - Narsinghpur - Seoni |  | - Narmadapuram - Narmadapuram - Betul - Harda |  | - Rewa - Rewa - Satna - Sidhi - Singrauli |  | - Sagar - Chhatarpur - Damoh - Niwari - Panna - Sagar - Tikamgarh |  | - Shahdol - Anuppur - Shahdol - Umaria |  | - Ujjain - Agar Malwa - Dewas - Mandsaur - Neemuch - Ratlam - Shajapur - Ujjain |

## Politiek en overheid
Het parlement van Madhya Pradesh hanteert, zoals de meeste Indiase staten, een eenkamerstelsel. Deze wordt de Vidhan Sabha genoemd en telt 230 zetels. De parlementsverkiezingen vinden normaliter iedere vijf jaar plaats.
Het politieke landschap in Madhya Pradesh wordt in hoge mate gedomineerd door twee partijen: de hindoeïstische Bharatiya Janata-partij (BJP) en de seculiere Congrespartij (INC). In tegenstelling tot veel andere staten spelen regionale partijen maar een marginale rol, behalve dan in enkele districten in het oosten.
De meest recente verkiezingen voor het parlement van Madhya Pradesh werden gehouden in november 2018. De BJP, die vijftien jaar lang aan de macht was geweest, verloor stevig en werd ingehaald door de Congrespartij. Chief-minister Shivraj Singh Chauhan (BJP) stapte vervolgens op. De Congrespartij slaagde er net niet in een meerderheid te bemachtigen, waardoor een coalitieregering moest worden gevormd met de Bahujan Samajpartij (BSP) en de Samajwadi-partij (SP). Kamal Nath werd de nieuwe chief minister.
De zetelverdeling in het parlement van Madhya Pradesh is sinds november 2018 als volgt:
| Partij                        | Zetels | Verschil met 2013 |
| ----------------------------- | ------ | ----------------- |
| Congrespartij (INC)           | 114    | +56               |
| Bharatiya Janata-partij (BJP) | 109    | -56               |
| Bahujan Samajpartij (BSP)     | 2      | -2                |
| Samajwadi-partij (SP)         | 1      | +1                |
| Onafhankelijke kandidaten     | 4      | +1                |

### Gouverneurs
De gouverneur is hoofd van de deelstaat en wordt voor een termijn van vijf jaar aangewezen door de president van India. De rol van de gouverneur is hoofdzakelijk ceremonieel en de echte uitvoerende macht ligt bij de ministerraad, met aan het hoofd de chief minister.

## Afkomstig uit Madhya Pradesh
- Maharishi Mahesh Yogi (1918-2008), uitvinder transcedente meditatie.
- Atal Bihari Vajpayee,  (1924-2018), premier van India (1996, 1998-2004)